# Blaca, Srbija
Blaca (izvirno srbsko Блаца) je naselje v Srbiji, ki upravno spada pod Občino Tutin; slednja pa je del Raškega upravnega okraja.

## Demografija
V naselju, katerega izvirno (srbsko-cirilično) ime je Блаца, živi 19 polnoletnih prebivalcev, pri čemer je njihova povprečna starost 30,1 let (28,4 pri moških in 31,7 pri ženskah). Naselje ima 5 gospodinjstev, pri čemer je povprečno število članov na gospodinjstvo 6,60.
To naselje je, glede na rezultate popisa iz leta 2002, poseljeno z Bošnjaki, a v času zadnjih popisov je opazno zmanjšanje števila prebivalcev.
|  |

| Demografija | Demografija     | Demografija     |
| Leto        | Št. prebivalcev | Št. prebivalcev |
| ----------- | --------------- | --------------- |
|             |                 |                 |
|             |                 |                 |
|             |                 |                 |
|             |                 |                 |
| 1948        | 148             |                 |
| 1953        | 87              |                 |
| 1961        | 71              |                 |
| 1971        | 77              |                 |
| 1981        | 87              |                 |
| 1991        | 75              | 73              |
| 2002        | 45              | 33              |
|             |                 |                 |

| Etnična sestava po popisu iz leta 2002 | Etnična sestava po popisu iz leta 2002 | Etnična sestava po popisu iz leta 2002 | Etnična sestava po popisu iz leta 2002 | Etnična sestava po popisu iz leta 2002 |
| -------------------------------------- | -------------------------------------- | -------------------------------------- | -------------------------------------- | -------------------------------------- |
| Bošnjaki                               | Bošnjaki                               |                                        | 33                                     | 100,0%                                 |
| Neznano                                | Neznano                                |                                        | 0                                      | 0,0%                                   |